# Gabriel de Moura
Gabriel Rodrigues de Moura (sinh ngày 18 tháng 6 năm 1988), hay đơn giản Gabriel là một cầu thủ bóng đá người Brasil thi đấu cho Gil Vicente ở vị trí hậu vệ.